# Фробениусова нормальная форма
В линейной алгебре, фробениусовой нормальной формой линейного оператора А называется каноническая форма его матрицы, соответствующая минимальному разложению линейного пространства в прямую сумму инвариантных относительно А подпространств, которые могут быть получены как линейная оболочка некоторого вектора и его образов под действием А. Она будет блочно-диагональной матрицей, состоящей из фробениусовых клеток вида
{\displaystyle {\begin{pmatrix}0&0&\cdots &0&-a_{0}\\1&0&\cdots &0&-a_{1}\\0&1&\cdots &0&-a_{2}\\\vdots &\vdots &\ddots &\vdots &\vdots \\0&0&\cdots &1&-a_{n-1}\end{pmatrix}}}
Такая матрица называется сопровождающей для многочлена {\displaystyle x^{n}+x^{n-1}a_{n-1}+\cdots +a_{0}}.

## Формулировка теоремы
Пусть V — конечномерное векторное пространство над полем k, A — линейный оператор на этом пространстве. Тогда существует базис V, такой, что матрица A в этом базисе блочно-диагональна, её блоки — сопровождающие матрицы для унитарных многочленов {\displaystyle f_{i}}, таких, что {\displaystyle f_{i+1}} делится на {\displaystyle f_{i}}. Многочлены {\displaystyle f_{i}} определены однозначно.

## Доказательство
Линейный оператор на векторном пространстве превращает это пространство в модуль над кольцом многочленов k[x] (умножение на x соответствует применению линейного оператора). Кольцо многочленов является евклидовым, следовательно, областью главных идеалов, поэтому мы можем применить структурную теорему для конечнопорожденных модулей над кольцами главных идеалов. А именно, воспользуемся разложением пространства в прямую сумму инвариантных факторов. Отдельный фактор имеет вид k[x]/f(x), пусть степень многочлена f равна n. Выберем базис в этом подпространстве как образы многочленов 1, x, x2 … xn-1 при отображении факторизации, легко видеть, что матрица оператора «умножение на x» в этом базисе совпадает с сопровождающей матрицей многочлена f(x). Выбирая базисы такого вида в каждом факторе, получаем матрицу требуемого вида. Инвариантность многочленов {\displaystyle f_{i}} следует из инвариантности факторов в структурной теореме.

## Примеры
Пример общего положения.
Если все собственные значения матрицы различны, то ее Фробениусовой нормальной формой будет являться матрица, состоящая ровно из одного блока:
{\displaystyle {\begin{pmatrix}0&0&\cdots &0&-a_{0}\\1&0&\cdots &0&-a_{1}\\0&1&\cdots &0&-a_{2}\\\vdots &\vdots &\ddots &\vdots &\vdots \\0&0&\cdots &1&-a_{n-1}\end{pmatrix}}}
и числа {\displaystyle a_{i}} являются коэффициентами характеристического многочлена.
Несколько блоков могут возникать, только если собственные значения матрицы совпадают.
Экстремальный пример.
Рассмотрим скалярную матрицу, то есть диагональную матрицу такую, что все числа на диагонали равны одному и тому же числу {\displaystyle \lambda }. Для такой матрицы её Фробениусовой нормальной формой будет она же сама. То есть каждое значение на диагонали является подблоком Фробениуса размера 1 на 1. И все многочлены {\displaystyle f_{i}} равны друг другу и равны {\displaystyle x-\lambda }. Отметим, что скалярная матрица при сопряжении любой матрицей остается самой собой, то есть сопряжение в принципе не может изменить ее вид, что соответствуют тому, что она сама является своей Фробениусовой нормальной формой.
Для матрицы 2 на 2, являющейся Жордановой клеткой:
{\displaystyle {\begin{pmatrix}\lambda &1\\0&\lambda \end{pmatrix}}}
ее Фробениусовой нормальной формой является матрица:
{\displaystyle {\begin{pmatrix}0&-\lambda ^{2}\\1&2\lambda \end{pmatrix}}}. То есть один блок 2 на 2. В частности легко видеть, что следы и определители этих матриц совпадают.
Для матрицы 3 на 3, являющейся Жордановой клеткой:
{\displaystyle {\begin{pmatrix}\lambda &1&0\\0&\lambda &1\\0&0&\lambda \end{pmatrix}}}
ее Фробениусовой нормальной формой является матрица:
{\displaystyle {\begin{pmatrix}0&0&\lambda ^{3}\\1&0&-3\lambda ^{2}\\0&1&3\lambda \end{pmatrix}}}.
Данные примеры показывают, что совпадение собственных значений не является достаточным условием для появления нескольких блоков. (Хотя является необходимым — как отмечалось выше).
Данные примеры обобщаются на случай матриц произвольного размера — для Жордановой клетки полного размера её
Фробениусова нормальная форма имеет один блок и последний столбец задаётся коэффициентами многочлена {\displaystyle (x-\lambda )^{n}}, взятыми со знаком минус. (Данный многочлен является характеристическим и минимальным для данной матрицы).
Матрица, имеющая Жорданову нормальную форму:
{\displaystyle {\begin{pmatrix}\lambda _{1}&1&0\\0&\lambda _{1}&\\0&0&\lambda _{2}\end{pmatrix}}} (для {\displaystyle \lambda _{1}\neq \lambda _{2}}).
имеет Фробениусову нормальную форму, состоящую из одного блока 3 на 3:
{\displaystyle {\begin{pmatrix}0&0&\lambda _{1}^{2}\lambda _{2}\\1&0&-\lambda _{1}^{2}-2\lambda _{1}\lambda _{2}\\0&1&2\lambda _{1}+\lambda _{1}\end{pmatrix}}}.
Многочлен {\displaystyle f_{1}} равен {\displaystyle f_{1}=(x-\lambda _{1})^{2}(x-\lambda _{2})}, он является характеристическим и минимальным многочленом.
Примеры с двумя блоками.
Рассмотрим матрицу, имеющую Жорданову нормальную форму:
{\displaystyle {\begin{pmatrix}\lambda _{1}&0&0\\0&\lambda _{1}&0\\0&0&\lambda _{2}\end{pmatrix}}} (для {\displaystyle \lambda _{1}\neq \lambda _{2}}).
её Фробениусовой нормальной формой является матрица, состоящая из двух подблоков, первый 1 на 1 , и второй 2 на 2:
{\displaystyle {\begin{pmatrix}\lambda _{1}&0&0\\0&0&-\lambda _{1}\lambda _{2}\\0&1&(\lambda _{1}+\lambda _{2})\end{pmatrix}}}.
Многочлены {\displaystyle f_{i}} задаются формулами {\displaystyle f_{1}=(x-\lambda _{1})}, {\displaystyle f_{2}=(x-\lambda _{1})(x-\lambda _{2})}
и легко видеть, что {\displaystyle f_{1}|f_{2}} (то есть многочлен {\displaystyle f_{1}} делит многочлен {\displaystyle f_{2}}) .
Многочлен {\displaystyle f_{2}} является минимальным многочленом.
Матрица, имеющая Жорданову нормальную форму:
{\displaystyle {\begin{pmatrix}\lambda &1&0\\0&\lambda &0\\0&0&\lambda \end{pmatrix}}} .
её Фробениусовой нормальной формой является матрица, состоящая из двух подблоков, первый 1 на 1, и второй 2 на 2:
{\displaystyle {\begin{pmatrix}\lambda &0&0\\0&0&-\lambda ^{2}\\0&1&2\lambda \end{pmatrix}}}.
Многочлены {\displaystyle f_{i}} задаются формулами {\displaystyle f_{1}=(x-\lambda )}, {\displaystyle f_{2}=(x-\lambda )^{2}}
и легко видеть, что {\displaystyle f_{1}|f_{2}} (то есть многочлен {\displaystyle f_{1}} делит многочлен {\displaystyle f_{2}}).
Многочлен {\displaystyle f_{2}} является минимальным многочленом.
Дополнительные примеры.
Если матрица нильпотентна, то её Жорданова и Фробениусова нормальные формы совпадают (с точностью до транспонирования). Действительно, собственные значения нильпотентной матрицы равны нулю, как и коэффициенты характеристического многочлена, то есть нетривиальные элементы обоих форм исчезают, а единицы с точностью до транспонирования в обоих формах расположены одинаково.

## Свойства
Старший из многочленов {\displaystyle f_{i}} совпадает с минимальным многочленом матрицы. Произведение всех многочленов равно характеристическому многочлену матрицы.
Размеры блоков в Фробениусовой нормальной форме совпадают со степенями многочленов {\displaystyle f_{i}}. Свойство  {\displaystyle f_{i}|f_{i+1}} очевидно, влечет 
идентичное совпадение многочленов  {\displaystyle f_{i},f_{i+1}},  если у них совпадали степени. Поэтому если блоки во Фробениусовой нормальной форме имеют один и тот же размер, то они идентично совпадают.